# غوران ماركوفيتش
غوران ماركوفيتش (بالصربية: Горан Mapкoвић)‏ (9 فبراير 1986 في صربيا - 13 أكتوبر 2019) هو لاعب كرة قدم صربي في مركز الدفاع. لعب مع زرينيسكي موستار ونادي تشوكاريتشكي ونادي جيلييزنيتشار ساراييفو ونادي رادنيك بيلينا ونادي أوبليتش ونادي غلوغوني ‏ ودينامو بانتشيفو.

## وصلات خارجية
- غوران ماركوفيتش على موقع قاعدة بيانات كرة القدم.إي يو (الإنجليزية)
- غوران ماركوفيتش على موقع Soccerway.com (الإنجليزية)